# Slaget om Dartsedo
Slaget om Dartsedo blev kæmpet den 28. januar 1701 mellem Qing-dynastiet og tibetanske hære om kontrollen af den strategiske grænseby Dartsedo.
Byen Dartsedo var et vigtigt handelscenter mellem Tibet og Kina, og i århundreder var dens betydning hvilende på te-hestehandel. Den kinesisk-tibetanske handel med Dartsedo fortsatte med at vokse, da efterspørgslen efter kinesiske produkter i Tibet voksede. Den tibetanske interesse for Dartsedo førte til en voksende officiel tilstedeværelse i byen og ved at udnytte det anarki, der indtrådte efter Ming-dynastiets fald, tog tibetanerne kontrol over byen og stationerede et garnison og embedsmænd i den.
Efter, at Qing-dynastiet havde konsolideret sin magt i Kina, fremsatte kangxi-kejseren officielle demonstrationer af hans suverænitet over Dartsedo, men han lod de facto tibetanerne bevare kontrollen over byen. Spændingerne begyndte at vokse i 1698, da den kinesiske general Yue Shenglong begyndte en militær oprustning i byen Muya, vest for Dartsedo. General Yue havde over for hoffet påpeget vigtigheden af Dartsedo, som følge af det faktum, at den indehavde en vigtig position på vejen mellem Chengdu og Lhasa, og han anbefalede at tage byen under rigets kontrol. Det følgende år modvirkede Changcejilie, den tibetanske embedsmand, der var ansvarlig for området, Yue's dispositioner ved at sende tusind soldater til at dække ruten mellem Yazhou og Dartsedo.
Yue's aggressive holdning var blevet modarbejdet af guvernøren i Sichuan, Yu Yangzhi, og begge embedsmænd blev suspenderet af kejseren efter en undersøgelse, der fandt dem skyldige i ulovlig berigelse. Yues efterfølger, Tang Xishun, satte Xierda i spidsen for militære operationer i Sichuan. Xierda anmodede kejseren om at sætte Changcejilie under arrest for mordet på en lokal chef, og han anbefalede overførslen af garnisonen fra Hualin til Dartsedo.
Kejseren accepterede Xierdas anbefalinger, og i et edikt rettet til den tibetanske regent, Desi Sangye Gyatso, hævdede han klart suveræniten over Dartsedo og krævede overgivelse til Qing-styrkerne samt Changcejilies udlevering.
Tibetanerne modstod Qing-garnisonen i Hualin og dræbte soldaterne, der banede vejen og nedrev broer for at forsøge at bremse deres fremrykken. Kejseren besluttede at løse problemet med en krig og sendte 2.000 Manchu-bannermen fra Jingzhou i Hubei. Manchuerne angreb Dartsedo den 28. januar og rykkede frem mod byen fra 3 forskellige retninger. Den tibetanske modstand blev overvundet, og Qing-styrkerne havde snart kontrollen over byen. Det tibetanske garnisons nederlag blev efterfulgt af en nedslagtning af næsten alle de tibetanske mænd i Dartsedo.